# Platylabus wienkeri
Platylabus wienkeri är en stekelart som först beskrevs av Julius Theodor Christian Ratzeburg 1844.  Platylabus wienkeri ingår i släktet Platylabus och familjen brokparasitsteklar. Arten är reproducerande i Sverige. Inga underarter finns listade i Catalogue of Life.